# Championnat de Bulgarie de football 1990-1991
Navigation
Saison précédente Saison suivante
La saison 1990-1991 du Championnat de Bulgarie de football était la 67e édition du championnat de première division en Bulgarie. Les seize meilleurs clubs du pays se retrouvent au sein d'une poule unique, la Vissha Professionnal Football League, où ils s'affrontent deux fois, à domicile et à l'extérieur. À la fin de la saison, les deux derniers du classement sont relégués et remplacés par les deux meilleurs clubs de deuxième division.
Le club d'Etar Veliko Tarnovo remporte le tout premier titre de champion de Bulgarie de son histoire en terminant en tête du classement final, en devançant de 7 points un duo composé du double tenant du titre, le FK CSKA Sofia et du PFC Slavia Sofia.

## Les 16 clubs participants
| - PFK Levski Sofia - FK CSKA Sofia - Etar Veliko Tarnovo - PFC Minyor Pernik - Promu de D2 - FK Haskovo - Promu de D2 - PFC Slavia Sofia - Lokomotiv Plovdiv - Lokomotiv Sofia | - Pirin Blagoevgrad - Dunav Ruse - Chernomorets Burgas - Botev Plovdiv - Yantra Gabrovo - Promu de D2 - FC Lokomotiv Gorna Oryahovitsa - Beroe Stara Zagora - PFC Sliven |

## Compétition

### Classement
Le barème utilisé pour établir le classement est donc le suivant :
- Victoire : 2 points
- Match nul : 1 point
- Défaite : 0 point

| Rang | Équipe                         | Pts | J  | G  | N  | P  | Bp | Bc | Diff |
| ---- | ------------------------------ | --- | -- | -- | -- | -- | -- | -- | ---- |
| 1    | Etar Veliko Tarnovo            | 44  | 30 | 18 | 8  | 4  | 49 | 21 | +28  |
| 2    | FK CSKA Sofia T                | 37  | 30 | 14 | 9  | 7  | 51 | 28 | +23  |
| 3    | PFC Slavia Sofia               | 37  | 30 | 14 | 9  | 7  | 48 | 29 | +19  |
| 4    | Lokomotiv Sofia                | 36  | 30 | 13 | 10 | 7  | 50 | 36 | +14  |
| 5    | Botev Plovdiv                  | 36  | 30 | 13 | 10 | 7  | 49 | 41 | +8   |
| 6    | PFK Levski Sofia C             | 33  | 30 | 12 | 9  | 9  | 51 | 38 | +13  |
| 7    | Chernomorets Burgas            | 30  | 30 | 11 | 8  | 11 | 41 | 50 | -9   |
| 8    | FC Lokomotiv Gorna Oryahovitsa | 29  | 30 | 13 | 3  | 14 | 42 | 39 | +3   |
| 9    | Beroe Stara Zagora             | 27  | 30 | 10 | 7  | 13 | 38 | 41 | -3   |
| 10   | PFC Minyor Pernik P            | 27  | 30 | 10 | 7  | 13 | 36 | 44 | -8   |
| 11   | Lokomotiv Plovdiv              | 27  | 30 | 9  | 9  | 12 | 34 | 42 | -8   |
| 12   | Pirin Blagoevgrad              | 26  | 30 | 11 | 4  | 15 | 38 | 40 | -2   |
| 13   | PFC Sliven                     | 26  | 30 | 9  | 8  | 13 | 39 | 49 | -10  |
| 14   | Yantra Gabrovo P               | 26  | 30 | 9  | 8  | 13 | 31 | 44 | -13  |
| 15   | Dunav Ruse                     | 22  | 30 | 8  | 6  | 16 | 23 | 42 | -19  |
| 16   | FK Haskovo P                   | 17  | 30 | 7  | 3  | 20 | 27 | 63 | -36  |

|  | Qualification pour la Coupe des clubs champions 1991-1992                                |
|  | Qualification pour la Coupe des Coupes 1991-1992                                         |
|  | Qualification pour la Coupe UEFA 1991-1992                                               |
|  | Qualification pour la Coupe Intertoto 1991                                               |
|  | Relégation en deuxième division                                                          |
|  | T : Tenant du titre C : Vainqueur de la Coupe de Bulgarie P : Promu de deuxième division |

## Bilan de la saison
| Championnat de Bulgarie de football 1990-1991 |                                 |
| Champion                                      | Etar Veliko Tarnovo (1er titre) |
| Coupes et trophées                            |                                 |
| Vainqueur de la Coupe de Bulgarie 1990-1991   | PFK Levski Sofia                |
| Qualifications continentales                  |                                 |
| Coupe des clubs champions 1991-1992           | Etar Veliko Tarnovo             |
| Coupe des Coupes 1991-1992                    | PFK Levski Sofia                |
| Coupe UEFA 1991-1992                          | PFC Slavia Sofia                |
| Coupe UEFA 1991-1992                          | FK CSKA Sofia                   |
| Coupe Intertoto 1991                          | Botev Plovdiv                   |
| Coupe Intertoto 1991                          | Pirin Blagoevgrad               |
| Promotions et relégations                     |                                 |
| Promus en Vissha PFL                          | PFC Hebar Pazardzhik            |
| Promus en Vissha PFL                          | PFC Dobrudzha Dobrich           |
| Relégués en B PFL                             | Dunav Ruse                      |
| Relégués en B PFL                             | FK Haskovo                      |